# Marcel Orsini
Marcel Orsini (né le 1er février 1911 à Toulon (Var), mort le 24 novembre 1999 à Villenave-d'Ornon (Gironde), est un médecin militaire, officier du corps de santé des troupes coloniales françaises, compagnon de la Libération (décret du 7 mars 1945) au titre de son action dans la France libre.

## Jeunesse et formation
Fils d’un officier de marine, Marcel Orsini entre à la faculté des sciences de Marseille après ses études secondaires à Toulon. Il intègre en 1930 l'École de santé navale de Bordeaux et il fait ensuite son stage d’application à l’École du Pharo à Marseille. Médecin des troupes coloniales, il est d’abord en poste à Beyrouth au Liban de 1935 à 1937 au 1er bataillon de marche des tirailleurs sénégalais avant de devenir en 1937, chef du service médical d’Hassetché (Syrie) où il organise la lutte contre une épidémie de peste qu’il a lui-même identifiée, il y gagne la croix de chevalier de la Légion d’honneur. En août 1939, il est affecté en Côte d’Ivoire au tout nouveau Service général autonome de la maladie du sommeil.

## Seconde Guerre mondiale
Ayant entendu l'appel du 18 juin, il prend secrètement contact, dès le 25 juin 1940, avec le quartier générale du général de Gaulle par l'intermédiaire des autorités britanniques de Gold Coast. Le 10 juillet 1940, Marcel Orsini conduit la 33e compagnie du bataillon de tirailleurs sénégalais no 6 dotée d'un important matériel et dans des conditions périlleuses, de Batié en Haute Côte d'Ivoire jusqu'à Wa en Gold Coast où l'unité se rallie aux Forces françaises libres,. Pour cette action, Marcel Orsini est condamné à mort par contumace par les tribunaux du gouvernement de Vichy.
Au Cameroun, il est affecté comme médecin-chef au 1er régiment de tirailleurs du Cameroun ; promu capitaine, il participe avec le groupement du lieutenant-colonel Dio à la campagne du Gabon en octobre et novembre 1940, s’exposant en première ligne aux endroits les plus dangereux. Chef du service de santé des troupes du Cameroun, il est nommé en 1941, médecin-chef du Bataillon de marche no 5,.

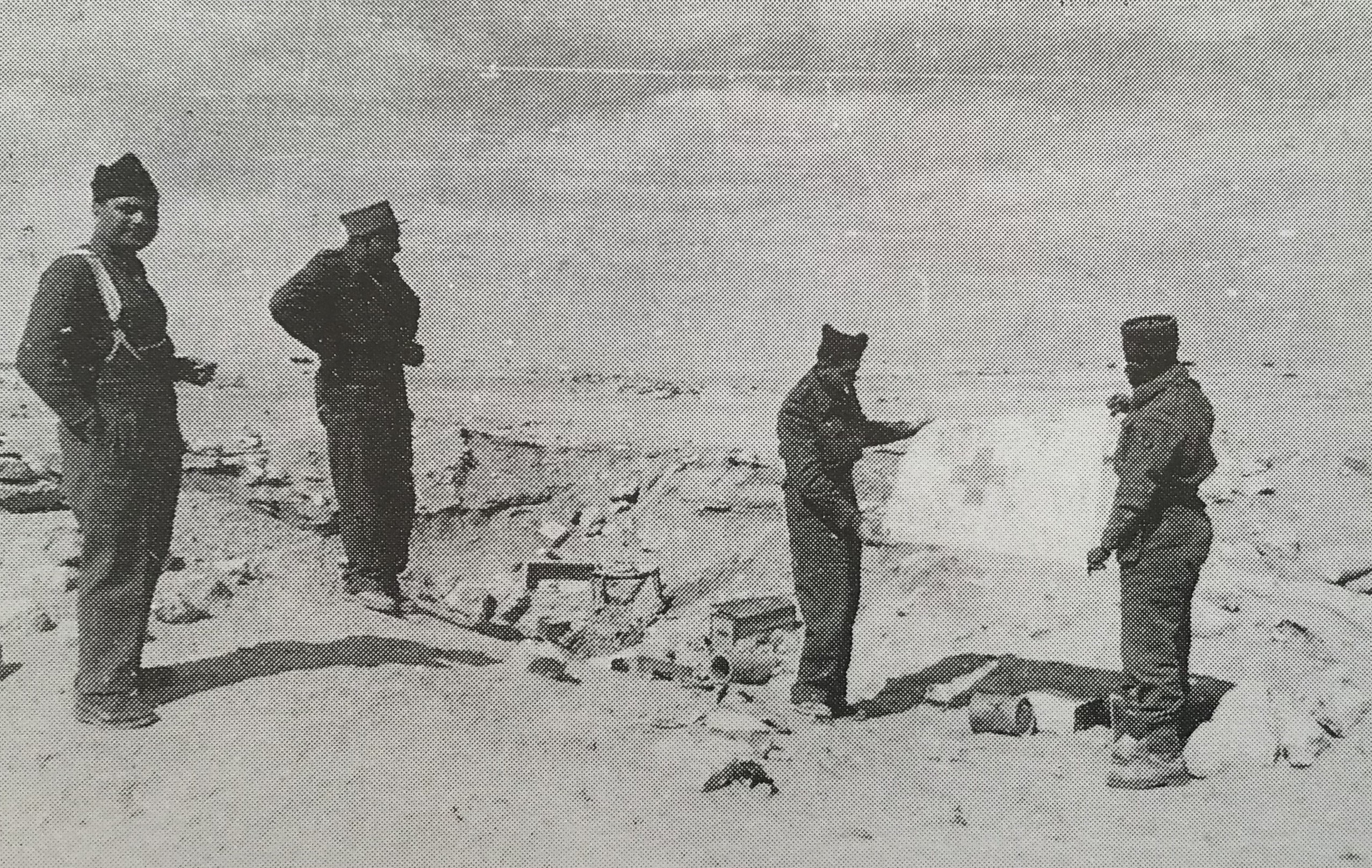
Le médecin commandant Marcel Orsini (à gauche) retrouve en 1942 le fanion du poste de secours de Bir Hakeim abandonné pendant la retraite.

Avec la 2e brigade française libre, il prend part à la seconde bataille d'El Alamein avant de prendre le 25 décembre 1942 la tête du service de santé de la 2e brigade dont il organise parfaitement le fonctionnement.
En Tunisie, le 11 mai 1943, à Takrouna, malgré les bombardements violents, il parvient à faire évacuer tous les blessés de la Brigade dans les délais les plus courts.
Promu médecin commandant pendant la campagne d'Italie (Seconde Guerre mondiale) il s'illustre par la qualité de ses évacuations de blessés à Pontecorvo, Tivoli, Montefiascone et Bagnoregio.
De même, il se distingue en août 1944 lors de la prise de Toulon et par la suite en Alsace, notamment dans la forêt de l'Illwald, en février 1945, contribuant à sauver un grand nombre de vies humaines. À la fin des combats, Marcel Orsini est affecté à la direction du service de santé de la 1re armée française puis des troupes d'occupation en Allemagne.

## Après-guerre
Marcel Orsini alterne les affectations outre-mer et en état-major, il est successivement à la direction des services sanitaires en Indochine, à la direction du service de santé de la 4e région militaire puis à celle de Tananarive, directeur de service de santé de la 9e région militaire puis de nouveau celui de la zone d'outremer no 3 à Tananarive.
Médecin général en 1964, il dirige ensuite le service de santé des troupes du Pacifique à Nouméa, en 1969 il est médecin général inspecteur et l'année suivante directeur adjoint au service de santé des armées. Enfin, en 1970, il est inspecteur général du service de santé des armées à Paris.
Marcel Orsini meurt le 24 novembre 1999 à Villenave-d'Ornon. Il est inhumé à Bergerac (Dordogne).